# Glenea sanctaemariae
Glenea sanctaemariae là một loài bọ cánh cứng trong họ Cerambycidae.